# Desa Menganti (administrativ by i Indonesien, Jawa Tengah, lat -7,67, long 109,07)
Desa Menganti är en administrativ by i Indonesien.   Den ligger i provinsen Jawa Tengah, i den västra delen av landet, 290 km sydost om huvudstaden Jakarta.